# Sam (jezik)
Sam jezik (songum; ISO 639-3: snx), transnovogvinejski jezik uže skupine Madang, kojim govori 780 ljudi (2000 popis) u selima Songum, Buan i Wongbe u provinciji Madang, Papua Nova Gvineja.
Jedan je od četiri jezika koja čine podskupinu mindjim, šira skupina rai coast, ostala tri su anjam [boj], bongu [bpu] i male [mdc] 

## Vanjske poveznice
- Ethnologue (14th)
- Ethnologue (15th)